# Chajan
Chajan, auch Chijaran, Chajran oder Chian, war ein altägyptischer Hyksoskönig (Pharao) der 15. Dynastie, in der Zweiten Zwischenzeit regierte.

## Regentschaft
Bisher wurde dieser Herrscher als Vorgänger des Apophis angesehen und als Iannas des Manetho identifiziert. Dem Vorgänger des Apophis gibt der Königspapyrus Turin 20 Jahre (der Name ist dort verloren, er wird lediglich rekonstruiert), Manetho aber 50 Jahre Regierungsdauer. William Ward setzt Chajan an den Anfang der 15. Dynastie. Diese frühe Position in der Herrscherliste der Hyksos erhält durch neuere Funde in Edfu keine überzeugende Bestätigung. Dort fanden sich wohl Siegelabdrücke des Chajan zusammen mit solchen von Sobekhotep IV., doch ist es sehr unwahrscheinlich, dass beide Herrscher etwa gleichzeitig herrschten. Es ist bekannt, dass Königssiegel auch noch lange nach der Regierungszeit des Herrschers weiterhin verwendet wurden. Manfred Bietak und Thomas Schneider schlagen hingegen eine Identität mit König Apachnas vor. Als ältester Königssohn des Chajan ist Janassi auf einer Stele belegt, der vermutlich mit dem Hyksos Jannas der manethonischen Königsliste zu identifizieren ist. Dieser rangiert jedoch in der Königsliste des Josephus nach Apophis, scheint jedenfalls in die zweite Hälfte der Hyksoszeit zu datieren. Daher wäre auch Chajan nicht an den Anfang der 15. Dynastie zu setzen, sondern wahrscheinlich an dritter Stelle der sechs Hyksos.

## Belege

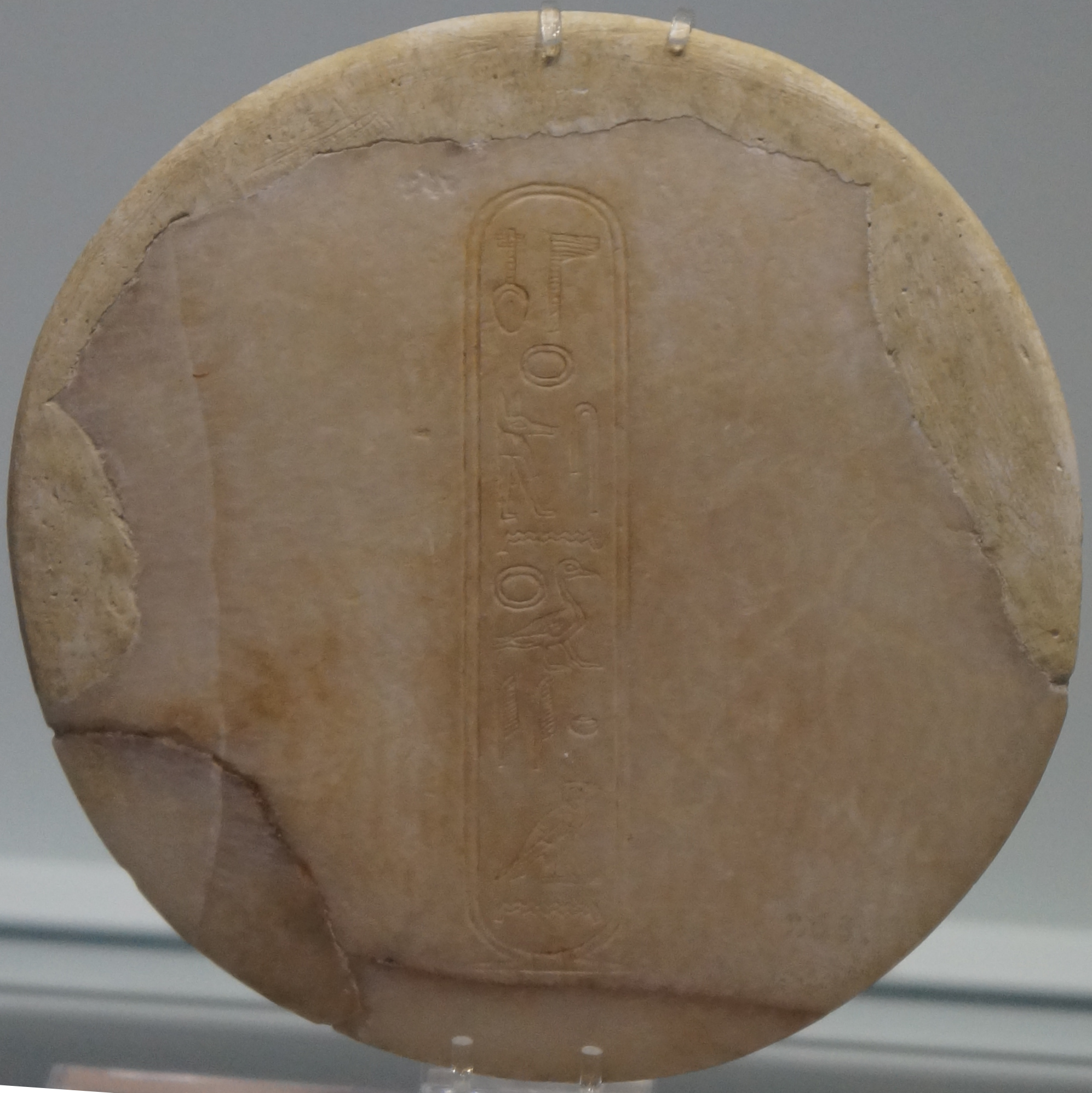
Deckel aus Alabaster einer Pyxis mit Kartusche des Chajan

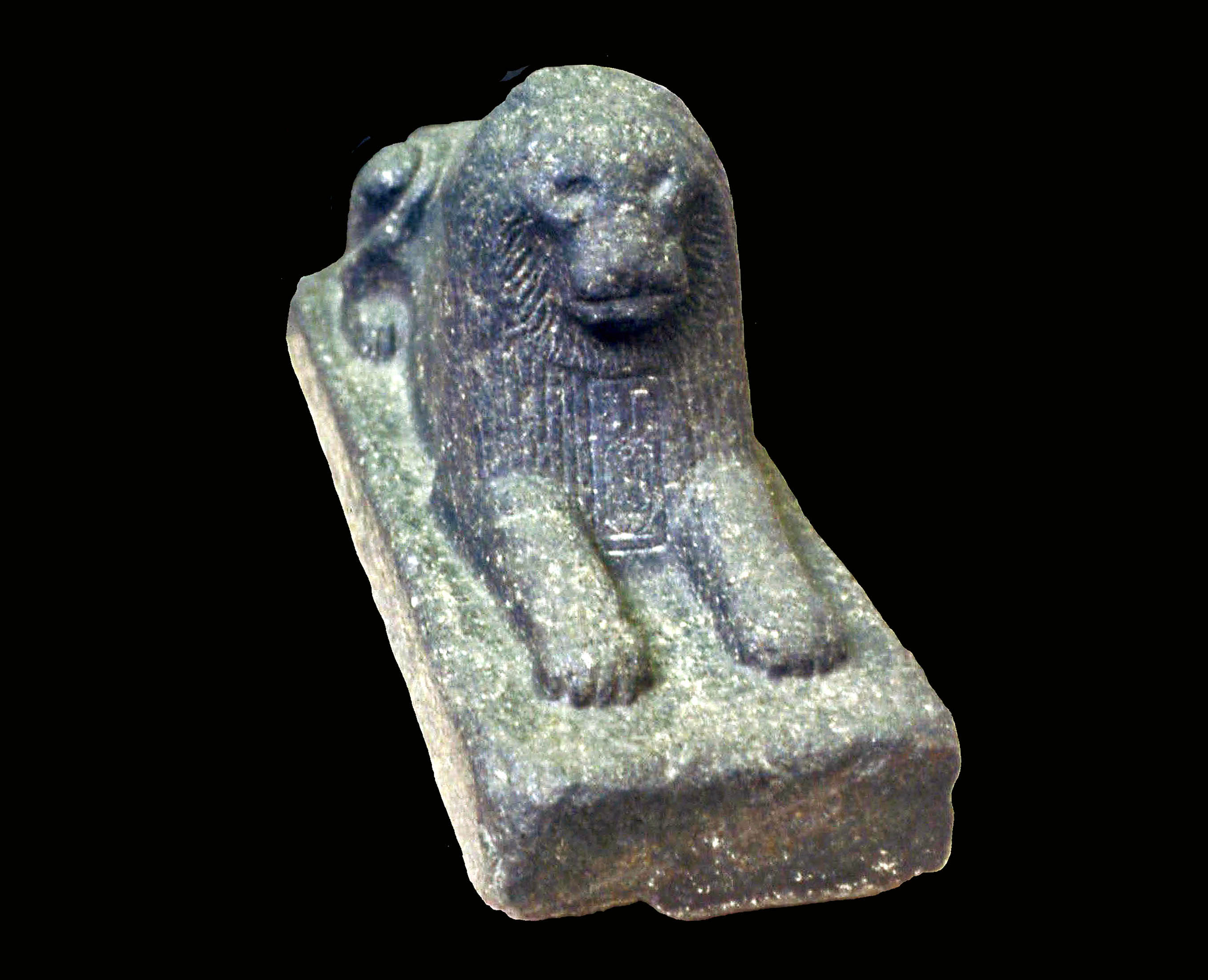
Löwe mit Namen des Chajan

Die Bezeichnung Heqa Chasut bedeutet „Herrscher der Fremdländer“, wovon sich das Wort Hyksos ableitet und ist für diesen König von drei Rollsiegeln und verschiedenen Skarabäen und Siegelabdrücken bekannt.
In Auaris fanden sich die Reste eines Palastes mit Siegelabdrücken, die seinen Namen tragen. Der Palast kann ihm zumindest in seiner Regierungszeit zugeordnet werden. In Bubastis fand man ein Bruchstück einer Sitzstatue aus dem Mittleren Reich, die von ihm usurpiert wurde. Ein aus Gebelein stammender Granitblock gab Anlass zu der Vermutung, dass er auch in Oberägypten herrschte. Ein Basaltlöwe wurde in Bagdad angekauft, der Deckel eines Kalzitgefäßes in Knossos auf Kreta in einer Mittelminoischen Schicht (MM III), mit der Inschrift „Der gute Gott Seuserenre, Sohn von Re, Chajan“, gefunden. Ein weiteres stammt aus Ḫattuša. Auf einer Stele aus Auaris erscheint der Herrscher zusammen mit dem ältesten Königssohn Yanassi.